# Zatomus
Zatomus là một chi rauisuchia sống vào thời kỳ kỷ Trias.